# Гранит Фолс (Минесота)
Гранит Фолс (енгл. Granite Falls) град је у америчкој савезној држави Минесота.

## Демографија
По попису из 2010. године број становника је 2.897, што је 173 (-5,6%) становника мање него 2000. године.
| Група             | 2000.         | 2010.         |
| Белци             | 2.794 (91,0%) | 2.530 (87,3%) |
| Афроамериканци    | 2 (0,1%)      | 16 (0,6%)     |
| Азијати           | 5 (0,2%)      | 13 (0,4%)     |
| Хиспаноамериканци | 66 (2,1%)     | 136 (4,7%)    |
| Укупно            | 3.070         | 2.897         |